# Steven E. de Souza
Ne pas confondre avec Steven Souza.
Steven E. de Souza est un producteur, réalisateur et scénariste américain, né le 17 novembre 1947.

## Filmographie

### Comme scénariste
- 1973 : Arnold's Wrecking Co.
- 1976 : Le nouvel homme invisible (Gimini Man) (TV)
- 1977 : L'Homme qui valait trois milliards (The Six Million Dollar Man) (TV) : Saison 4 épisodes 15 et 16, La Sonde de la mort (The Death Probe), Saison 5 épisode 7, Comme sur des roulettes (Rollback)
- 1982 : The Renegades (TV)
- 1982 : 48 Heures (48 Hrs.)
- 1982-1983 : Matthew Star (The Powers of Matthew Star) (TV)
- 1983 : The Return of Captain Invincible de Philippe Mora
- 1984 : V (série télévisée, 1984) (TV)
- 1985 : Commando
- 1986 : Jumpin' Jack Flash
- 1987 : The Spirit (TV)
- 1987 : Running Man (The Running Man)
- 1988 : Supercarrier (TV)
- 1988 : Bad Dreams
- 1988 : Piège de cristal (Die Hard)
- 1990 : 58 minutes pour vivre (Die Hard 2)
- 1991 : Hudson Hawk, gentleman et cambrioleur (Hudson Hawk)
- 1991 : K-9000 (TV)
- 1991 : Ricochet
- 1994 : Vault of Horror I (TV)
- 1994 : La Famille Pierrafeu (The Flintstones)
- 1994 : Le Flic de Beverly Hills 3 (Beverly Hills Cop III)
- 1994 : Street Fighter - L'ultime combat (Street Fighter)
- 1995 : Judge Dredd (Judge Dredd)
- 1998 : Piège à Hong Kong (Knock Off)
- 2000 : Possessed (TV)
- 2003 : Lara Croft : Tomb Raider, le berceau de la vie
- 2004 : Blast!

### Comme producteur
- 1982-1983 : Matthew Star (The Powers of Matthew Star) (TV)
- 1993 : Cadillacs et Dinosaures (Cadillacs and Dinosaurs) (série TV)
- 1991 : K-9000 (TV)
- 1988 : Supercarrier (TV)
- 2000 : Possessed (TV)

### Comme réalisateur
- 1973 : Arnold's Wrecking Co. (+ acteur, dans le rôle de Kenny)
- 1994 : Vault of Horror I (TV)
- 1994 : Street Fighter - L'ultime combat (Street Fighter)